# 紐柯克鎮區 (密歇根州)
紐柯克鎮區（英語：Newkirk Township）是位於美國密歇根州萊克縣的一個行政鎮區。

## 地方資料
紐柯克鎮區的面積為188.60平方千米，當中陸地面積為188.40平方千米，而水域面積為0.20平方千米。根據2020年美國人口普查的數據，當地共有人口655人，而人口密度為每平方千米3.47人。